# Pear Deck
Pear Deck es una empresa de tecnología educativa en Los Ángeles, California . Pear Deck ha ganado muchos premios, como "New Startup of the Year" y "Top Ten School Tool."

## Historia
En 2014, Pear Deck se creado en Iowa City, Iowa .  En diciembre de 2014, Pear Deck recaudó $500,000 (€476,075) en financiación inicial .  La empresa ganó "New Startup of the Year" en Silicon Prairie Awards. 
En 2015, Pear Deck fue seleccionado como ganador de "Rise of Rest" por Steve Case.  También, fue seleccionado como una de las "Top Ten School Tool" por EdSurge,  y fue un ganador del programa Village Capital: EdTech 2015. 
En noviembre de 2020, GoGuardian adequirieron Pear Deck.  
En enero de 2024, Pear Deck integrado Edulastic, junto con Giant Steps y TutorMe, en su recopilación con GoGuardian, rebautizándolos como Pear Assessment, Pear Practice, y Pear Deck Tutor también. 